# Cattedrale metropolitana di Diamantina
La Cattedrale metropolitana di Diamantina è un tempio cattolico sito in Diamantina, nello stato di Minas Gerais, in Brasile. É sede dell'arcidiocesi di Diamantina ed è dedicata a Sant'Antonio di Padova (chiamato però nei paesi di lingua portoghese, Sant'Antonio di Lisbona).

## Storia
Nel luogo ove oggi si trova la cattedrale si ergeva la antica chiesa madre di Sant'Antonio, costruita nel XVIII secolo. Con la creazione della diocesi di Diamantina, nel 1854, la chiesa fu elevata al rango di cattedrale. Il tempio subì alcune ristrutturazioni, però di finì col demolirlo nel 1930. Al suo posto fu eretta l'attuale cattedrale, i cui lavori terminarono nel 1940. Il progetto dell'attuale tempio è accreditato a José Wasth Rodrigues.